# 経済ワイド ビジョンe
『経済ワイド ビジョンe』（けいざいワイド ビジョンイー）は、NHK総合テレビジョンで2009年4月4日から2010年3月20日に放送された経済情報番組である。

## 概要
NHK総合ではそれまでの3年、生活経済情報番組として『家計診断 おすすめ悠々ライフ』、企業トップへのインタビューを中心とした『経済羅針盤』と、2本立てで放送した。この番組ではそれらを一つにまとめ、総合型の経済情報番組として展開する。なお、放送時間は、統合により若干減る。2010年度番組編成で、3月20日で終了し、「Bizスポ」（23時のNHK帯番組）に統合・移動した。

## 放送時間
総合テレビ、NHKワールド・プレミアム（ノンスクランブル放送で視聴可能）：土曜 9:00 - 9:49

## 主な出演者
小林・鹿沼については、記者発表当時はアナウンサーであった。しかし、NHKは2009年度から人事制度を改めるため、番組担当中に報道局へ配置替えとなる可能性がある。
進行
- 野田稔（株式会社ジェイフィール代表取締役社長、明治大学教授。『経済羅針盤』コメンテーターよりスライド）
- 小林千恵（この枠で放送された『食彩浪漫』よりスライド）

解説担当
関口博之解説委員（『経済羅針盤』よりスライド）
リポーター
鹿沼健介
ナレーション
梅津秀行（『経済羅針盤』よりスライド）
Bizスポにはいずれも金曜の「ワイド」に、野田、鹿沼、梅津の3人がスライド出演する（野田はコメンテーター、他2名はそれぞれ現在のポジション維持）。